# Graphania umbra
Graphania umbra là một loài bướm đêm trong họ Noctuidae.